# パテルノ
パテルノ（イタリア語: Paterno）は、イタリア共和国バジリカータ州ポテンツァ県にある、人口約3,300人の基礎自治体（コムーネ）。

## 地理

### 位置・広がり

#### 隣接コムーネ
隣接するコムーネは以下の通り。括弧内のSAはサレルノ県（カンパニア州）所属を示す。
- マルシコ・ヌオーヴォ
- マルシコヴェーテレ
- パドゥーラ (SA)
- トラムートラ